# Something's Wrong
Something's Wrong är ett samlingsalbum av Violent Femmes innehållande bland annat liveinspelade låtar och tidigare outgivet material. Albumet släpptes under augusti 2001 och finns endast som mp3album.

## Låtlista
1. Positively 4th Street
2. Twelve Steps
3. All I Want
4. Yes Oh Yes
5. My Way
6. Rules of Success
7. Every Breath You Take
8. Raquel
9. Hollywood is High
10. I Wanna See You Again
11. Reckless Stones
12. Requiem
13. Washtub Bender
14. Procession
15. Something's Wrong
16. 36-24-36
17. Out The Window
18. Werewolf
19. I Know It's True
20. Fat
21. Waiting For The Bus
22. Herbsttag